# 마도로스

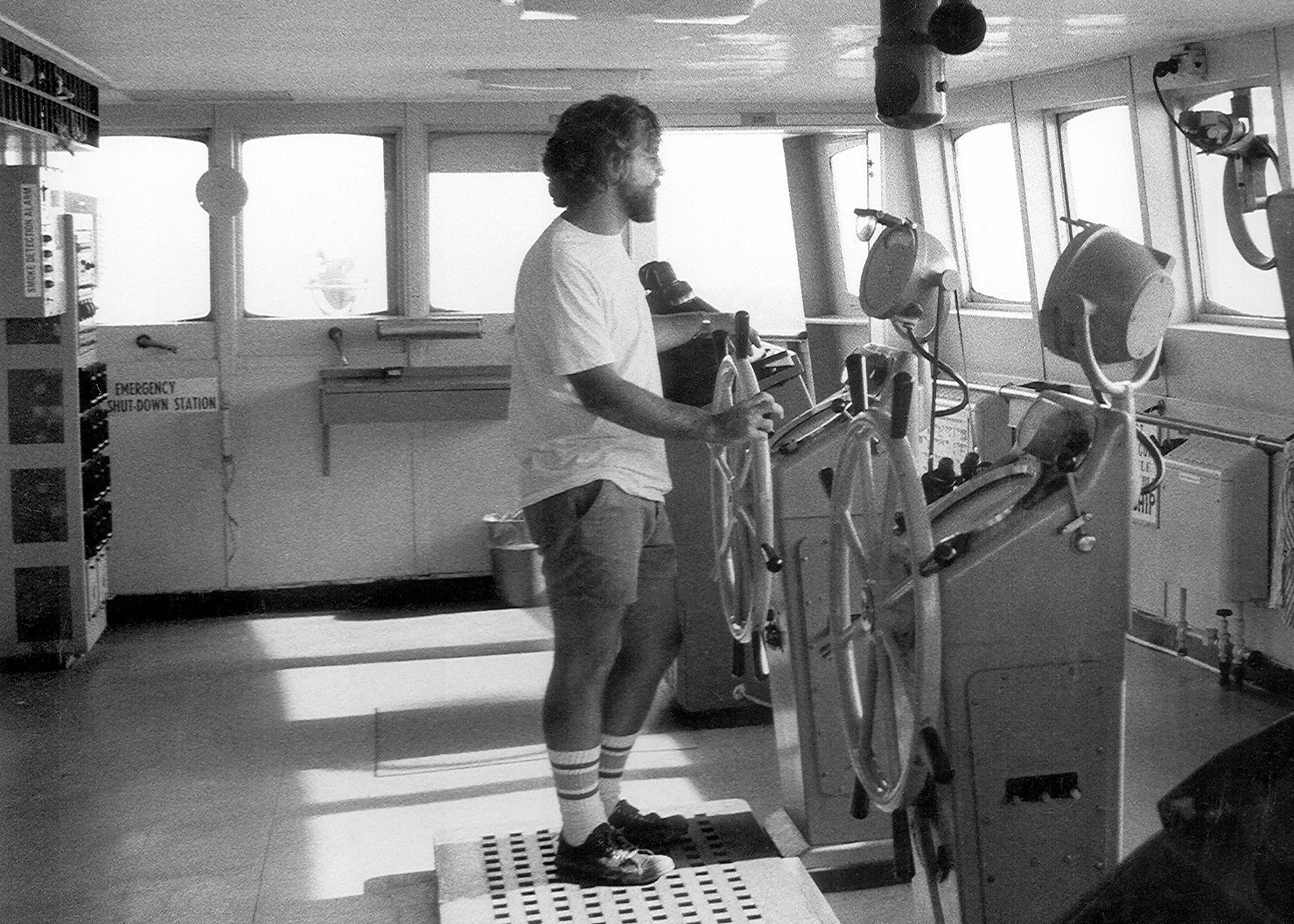
조타수로 일하고 있는 마도로스.

마도로스(네덜란드어: matroos)는 상선의 갑판부 선원 중 별다른 면허를 요하지 않는 직종이다. 숙련 갑판원(able seaman), 소위 AB급 선원이라고도 한다.